# Werner Delle Karth
Werner Delle Karth (ur. 18 maja 1941 w Innsbrucku) – austriacki bobsleista, dwukrotny medalista mistrzostw świata.

## Kariera
Pierwszy sukces osiągnął w 1972 roku, kiedy zdobył srebrny medal w czwórkach podczas mistrzostw Europy w Sankt Moritz. Na rozgrywanych rok później mistrzostwach świata w Lake Placid wspólnie ze swym bratem Walterem, Hansem Eichingerem i Fritzem Sperlingiem zdobył srebrny medal w tej konkurencji. Ponadto reprezentacja Austrii w tym samym składzie zajęła także trzecie miejsce w czwórkach podczas mistrzostw świata w Sankt Moritz w 1974 roku. W 1972 roku wystartował na igrzyskach olimpijskich w Sapporo, zajmując trzynaste miejsce w dwójkach i siódme w czwórkach. Brał także udział w rozgrywanych cztery lata później igrzyskach w Innsbrucku, gdzie był szósty w czwórkach.

## Rodzina
Jego bracia Dieter i Walter także byli bobsleistami, a ojciec Walter olimpijczykiem z 1936 w kombinacji norweskiej. Syn Nico brał udział w czterech letnich igrzyskach olimpijskich w żeglarstwie.